# Sjuachevi (distrikt)
Sjuachevi (georgiska: შუახევის მუნიციპალიტეტი, Sjuachevis munitsipaliteti) är ett distrikt i Georgien. Det ligger i den autonoma republiken Adzjarien, i den västra delen av landet. Administrativ huvudort är Sjuachevi. Distriktet beräknades ha 14 800 invånare den 1 januari 2022.